# Ultimate Fighting Championship
Ultimate Fighting Championship (UFC) ist eine US-amerikanische MMA-Organisation mit Hauptsitz in Las Vegas, Nevada. Sie ist der weltweit größte MMA-Veranstalter und Marktführer. Das Unternehmen gehört TKO Group Holdings.
Die erste Veranstaltung dieses Verbandes mit auf Vale-Tudo-Regeln aufbauendem Reglement fand am 12. November 1993 in Denver statt. 1997 gelang der Abschluss eines Fernsehvertrages mit Fox Sports Net. 2005 wechselte man zu Spike, wo mit der Reality-Casting-Show The Ultimate Fighter der Durchbruch gelang. Spike strahlte mehrere Male im Jahr weiterhin spezielle Veranstaltungen unter dem Namen Ultimate Fight Night aus.
2011 endete die Partnerschaft mit Spike. Seitdem werden die verschiedenen Formate der UFC auf den Sendern des US-amerikanischen Fernseh-Networks FOX ausgestrahlt. So werden die bekannten Ultimate Fight Nights inzwischen auf Fox Sports 1 ausgestrahlt.
Die Hauptveranstaltungen werden als Pay-per-View gesendet. Die Rekordverkaufszahl wurde am 6. Oktober 2018 bei UFC 229 mit ca. 2,4 Millionen Käufen erreicht.

## Geschichte

### Ursprünge
Die Idee, verschiedene Kampfsportarten gegeneinander antreten zu lassen, geht in diesem Fall ursprünglich auf den Werbefachmann Art Davie zurück, der bei seinen Marketing-Recherchen über Kampfsport im Jahre 1991 mit Rorion Gracie zusammentraf, welcher eine Gracie Jiu-Jitsu Schule in Torrance, Kalifornien betrieb. 1992 hatten Davie, Rorion und John Milius die Idee, ein Acht-Mann-KO-Turnier unter dem Namen War of the Worlds (WOW) zu veranstalten. Milius, Gracies Schüler, sowie ein Regisseur und Drehbuchautor, erklärte sich bereit, bei diesem Ereignis mitzuwirken. Davie stellte einen Geschäftsplan auf und schloss Verträge mit 28 Investoren, die das Startkapital für die WOW lieferten. Ziel war es, mit dem Turnier eine Fernsehsendung aufzubauen.
Im Mai 1993 sagte die Semaphore Entertainment Group (SEG), ein Pay-Per-View Sender, der Partnerschaft mit WOW zu, nachdem die Verhandlungen mit den Branchenführern in dieser Sparte, HBO und Showtime, bereits im Vorjahr gescheitert waren. SEG änderte den Namen in The Ultimate Fighting Championship. Die erste Sendung der zwei Unternehmen fand am 12. November 1993 in der McNichols Sports Arena in Denver, Colorado statt. Davie war für die Auswahl der Kämpfer und die Festlegung der Kämpfe zuständig. In der ersten Show gab es zwei Kickboxer (Patrick Smith und Kevin Rosier), einen Savate Schwarzgurt (Gerard Gordeau), einen Karate Experten (Zane Frasier), einen Shootfighter/Ringer (Ken Shamrock), einen Sumoringer (Teila Tuli), einen professionellen Boxer (Art Jimmerson) und einen brasilianischen Jiu-Jitsu Schwarzgurt (Royce Gracie). Das Debüt wurde mit respektablen 86.592 Bestellungen für SEG ein Erfolg. Royce Gracie, der jüngere Bruder von Rorion Gracie, konnte das Turnier für sich entscheiden und wurde erster UFC-Champion. Im April 1995 verkauften Davie und Gracie ihre Anteile an SEG und lösten die WOW-Liga auf.

### Entwicklung der Regeln
In den frühen 1990er Jahren galt der Spruch „There are no rules!“ (deutsche Übersetzung: Es gibt keine Regeln!) als Leitspruch der UFC. Doch dies war nicht ganz korrekt, denn es gab einige Regeln. Man durfte seinen Gegner weder beißen noch in die Augen stechen. Kopfstöße, Haare ziehen und Schläge in die Leistengegend waren unerwünscht, aber dennoch erlaubt. Bei der vierten Veranstaltung von UFC schlug Keith Hackney mehrmals in den Leistenbereich von Joe Son. Daher kam die negative Vorstellung der Öffentlichkeit, dass die UFC sehr brutal und eine Untergrundsportart sei.
Die brutale Natur des aufkeimenden Sports zog schnell das Augenmerk der Regulierungsbehörden auf sich, was zur Folge hatte, dass UFC-Veranstaltungen in einigen Staaten der USA verboten wurden. Auch in Deutschland hatte der Sport mit Widerständen zu kämpfen, so dass die kleine deutsche MMA-Szene ins europäische Umland auswich. Nach heftiger Kritik und Briefkampagnen unter der Führung von US-Senator John McCain wurden die Veranstaltungen der UFC vom größten „Pay-Per-View“-Lieferanten der USA, Viewer’s Choice, und einigen kleineren Anbietern, wie beispielsweise TCI Cable, aus dem Programm genommen. McCain bat außerdem die Gouverneure aller 50 US-Bundesstaaten, UFC zu verbieten. 36 Staaten folgten diesem Aufruf und ließen die UFC verbieten. Die UFC sendete aber auf dem Pay-TV-Satelliten-Anbieter DirecTV weiter, obwohl dessen Zuschauerzahlen vergleichsweise klein waren. Diese Zeit wird von vielen Fans als die „dunklen Tage“ (original: dark days) bezeichnet.
Die UFC kooperierte mit staatlichen Sportkommissionen, um das Unternehmen erfolgreich weiterführen zu können. Die Regeln wurden erweitert, um den Kämpfer einer niedrigeren Verletzungsgefahr auszusetzen. Die Kernelemente des Schlagens und Greifens blieben dabei jedoch erhalten. Mit UFC 12 kamen Gewichtsklassen hinzu. Bei UFC 14 wurden Handschuhe mit Knöchelpolstern (zur Verringerung von Cuts) und offenen Fingern (zum Ermöglichen von Griffen) zur Pflicht. Ab UFC 15 verbot das Regelwerk zahlreiche gefährliche Techniken. Darunter fielen Kopfstöße, Tiefschläge, direkte Schläge auf den Hinterkopf oder Hals, Tritte gegen den Kopf eines am Boden liegenden Gegners, Griffe kleiner Gelenke (z. B. Finger), direkte Schläge auf bestimmte Druckpunkte (z. B. das Sonnengeflecht) und Haare ziehen. Schließlich konnte man sich mit der Einführung von 5-Minuten-Runden bei UFC 21 langsam wieder den Ruf eines Sports erarbeiten.
Die UFC arbeitete vermehrt mit den lokalen Sportregulierungsbehörden zusammen, und so fand am 30. September 2000 die erste offiziell von der Regierung regulierte UFC-Veranstaltung in New Jersey statt. Zwei Monate später wurden in New Jersey die sogenannten Unified Rules (deutsche Übersetzung: Einheitliches Regelwerk) erstmals eingesetzt, an denen sich die UFC seitdem orientiert. McCains Meinung hatte sich auch geändert, wie er in einem Interview sagte: „The sport has grown up. The rules have been adopted to give its athletes better protections and to ensure fairer competition.“ (deutsche Übersetzung: Der Sport ist erwachsen geworden. Regeln wurden eingeführt, um die Athleten besser zu schützen und einen faireren Wettkampf zu gewährleisten).

### Kauf durch Zuffa
Nachdem UFC beinahe insolvent geworden war, traten die beiden Casino-Betreiber Frank und Lorenzo Fertitta sowie Boxpromoter Dana White mit einem Kaufangebot an die UFC heran. Im Januar 2001 kauften die Fertitta-Brüder die UFC für 2 Millionen US-Dollar und gründeten Zuffa LLC, welche als kontrollierendes Mutterunternehmen für die UFC galt. Außerdem konnte man Mixed Martial Arts, was der Oberbegriff für die verschiedenen Kampftechniken der UFC-Athleten wurde, auch in Nevada regulieren lassen, und somit wurde der Weg freigemacht, um wieder im Pay-Per-View-Fernsehen (PPV) zu erscheinen.
Die UFC konnte langsam aber stetig an Beliebtheit gewinnen, zum einen durch effektive Werbekampagnen, aber auch durch diverse Sponsoren. Veranstaltungen fanden von nun an wieder in größeren Arenen, wie dem Trump Taj Mahal und der MGM Grand Garden Arena in Las Vegas statt. Und auch die Pay-Per-View-Bestellungen erreichten wieder Werte wie vor der Krise von 1997. Außerdem gelang es einen Fernsehvertrag mit Fox Sports Net abzuschließen, welche wöchentlich die besten Kämpfe ausstrahlten. Bei der Veranstaltung UFC 40, in welcher ein Kampf zwischen Tito Ortiz und Ken Shamrock stattfand, wurden erstmals 150.000 PPV-Käufe erreicht. Shamrock war einer der wenigen Aktiven, die seit Anfang an bei der UFC waren. Trotz des Erfolges hatte Zuffa bis 2004 34 Millionen US-Dollar verloren.

### Mainstream-Aufstieg
Die ansteigenden Zahlen der Zuschauer, Fans und Kämpfer kann mit der Macht der Massenmedien begründet werden. Nachdem die Fertitta Brüder den Erfolg der Reality-TV-Show American Casinos gesehen haben, entschlossen sie sich der UFC ihre eigene Reality-Show zu geben. Dabei sollte es sich um eine Show handeln, in der talentierte Kämpfer, die auf ihren Durchbruch warten, eine Chance haben, sich einen UFC-Vertrag zu erkämpfen. Einige US-Sender lehnten diese Idee ab, bis man an Spike TV herantrat und anbot, dass man die Produktionskosten in Höhe von 10 Millionen US-Dollar selbst zahle. So haben seit Januar 2005 elf Staffeln dieser Show stattgefunden. Den ersten nationalen Erfolg konnte man mit dem Finale der ersten Staffel erzielen. Die Show erreichte ein Rating von 1,9, was einer durchschnittlichen Zuschauerzahl von 2,6 Millionen entspricht.
Nach dem Erfolg von The Ultimate Fighter entschloss sich Spike TV dazu, weitere UFC-Formate auszustrahlen. Dazu gehören die wöchentliche UFC Unleashed Show, in der die besten Kämpfe der UFC-Geschichte gezeigt werden, sowie All-Access-Sendungen, die vor wichtigen Veranstaltungen einen Blick auf die Kämpfer und ihr Training liefern. Mit dem Erfolg der Fernsehsendungen konnte auch das Pay-Per-View-Geschäft starke Verbesserungen verbuchen. Die erste Großveranstaltung nach der Ultimate-Fighter-Show hatte 280.000 Bestellungen und damit fast doppelt so viele wie der vorige Rekord von 150.000. Und so konnte man 2005 und 2006 viele neue Fans anlocken, bis man bei der Veranstaltung UFC 66 die Rekordkaufzahl von 1.050.000 erreichte. 2006 konnte die UFC auch einen höheren Gesamt-Pay-Per-View-Profit verbuchen als die WWE und Boxen mit 222.766.000 US-Dollar.
Die UFC hat es unter anderem mit ihren Kämpfern auf die Titelblätter der Sports Illustrated und ESPN The Magazine geschafft und wird in 36 Länder ausgestrahlt. Im März 2007 kaufte Zuffa den bis dato einzigen internationalen Konkurrenten Pride FC auf. Viele ehemalige Pride-Kämpfer sind seither in der UFC aktiv. Außerdem konnte die UFC 2008 Werbeverträge mit Harley-Davidson und Anheuser-Busch abschließen.
Mit der Veranstaltung UFC 100 und dem Hauptkampf zwischen Brock Lesnar und Frank Mir im Titelvereinigungskampf um den Titel im Schwergewicht, machte die UFC den nächsten Schritt in ihrer Entwicklung. Die Veranstaltung erzielte 1,6 Millionen Pay-per-View-Käufe und erfuhr eine breite Berichterstattung in den Mainstream-Medien. So weitete der US Sender ESPN seine Berichterstattung für die Veranstaltung massiv aus.
Mit der UFC 114 und dem Kampf zwischen Rashad Evans und Quinton Jackson brachte die UFC das erste Mal eine Veranstaltung auf den Weg, in deren Hauptkampf sich zwei Afroamerikaner gegenüberstanden.
Für die Veranstaltung UFC 129, welche im Rogers Centre in Toronto Kanada ausgetragen wurde und in deren Hauptkampf Georges St. Pierre und Jake Shields aufeinander trafen, verkaufte die UFC 55.000 Tickets und erlöste damit Einnahmen in Höhe von 11 Millionen US-Dollar. Dies bedeutete sowohl einen Rekord bei den Ticketverkäufen als auch bei den Ticketeinnahmen für MMA Veranstaltungen in Nordamerika.

### Übernahme der WEC
Im Januar 2011 wurde die bisher eigenständige WEC (World Extreme Cagefighting), ebenfalls Zuffa LLC, offiziell in die UFC eingegliedert. Dies geschah, um die Gewichtsklassen Federgewicht und Bantamgewicht einer breiteren Öffentlichkeit zu präsentieren, da die UFC höhere Zuschauerzahlen verzeichnet. Diese Entscheidung wurde sowohl von Managern, als auch von den jeweiligen Kämpfern begrüßt.
Die aktuellen WEC-Titelträger wurden nun zu offiziellen UFC-Titelträgern in den entsprechenden neu eingeführten Gewichtsklassen.

### Kauf von Strikeforce
Am 12. März 2011 gab UFC-Präsident Dana White in einem Interview bekannt, dass Zuffa LLC die MMA Organisation Strikeforce übernommen hat. Jedoch machte Dana White klar, dass Strikeforce weiterhin unabhängig von der UFC operieren werde.
Jedoch wechselten schon kurze Zeit später namhafte Kämpfer sowie Titelträger von Strikeforce zur UFC. So unterzeichneten der Strikeforce Welterweight Champion Nick Diaz, der Strikeforce Light Heavyweight Champion Dan Henderson und der Strikeforce Heavyweight Champion Alistair Overeem Verträge mit der UFC.
Im Dezember 2011 gab Zuffa LLC bekannt, dass Strikeforce auch 2012 bestehen bleibt, jedoch die Heavyweight Division von Strikeforce geschlossen werde. Ende 2012 wurde publik, dass Strikeforce im Jahr 2013 geschlossen werden würde. So wurde im Januar 2013 Strikeforce in die UFC eingegliedert und ein Großteil der Kämpfer wechselte in die UFC. Darunter waren unter anderem namhafte Kämpfer wie Daniel Cormier, Nate Marquardt oder Gilbert Melendez.

### Partnerschaft mit FOX
Am 18. August 2011 gaben die UFC und das US-amerikanische Fernseh-Network FOX bekannt, dass beide Unternehmen einen Vertrag über sieben Jahre unterzeichnet haben, der die Berichterstattung von UFC Veranstaltungen beinhaltet.
Die UFC wird auch weiterhin die Kontrolle über die Produktion der Veranstaltungen behalten und wie gewohnt die beiden Kommentatoren Joe Rogan und Mike Goldberg einsetzen.
Der neu geschlossene Vertrag mit FOX beendet die bisherigen Partnerschaften der UFC zu den TV-Sendern Spike und Versus.
Die erste Veranstaltung UFC on Fox, bei welcher allerdings nur der Hauptkampf zwischen Cain Velasquez und Junior dos Santos übertragen wurde, hatte in der Spitze 8,8 Millionen Zuschauer. Im Durchschnitt schauten die Veranstaltung 5,7 Millionen Zuschauer, was die Veranstaltung zur meistgesehenen MMA-Übertragung aller Zeiten machte.

### Partnerschaft mit ESPN
2018 ging die UFC eine 5-jährige Partnerschaft mit etabliertem US-amerikanischen Sportnetzwerk ESPN ein, die im Jahr 2019 in Kraft trat. Die größere Reichweite unter Fans anderer Sportarten hilft auch der weiteren Popularisierung des Sportes MMA. Der Deal bringt der UFC eine jährliche Summe von 150 Millionen USD.

### Frauen in der UFC
Im November 2012 wurde bekannt, dass mit Ronda Rousey die erste Frau von der UFC unter Vertrag genommen wurde. Der erste Kampf zwischen zwei Frauen fand am 23. Februar 2013 bei UFC 157 statt, wobei Rousey zu diesem Zeitpunkt bereits offiziell UFC-Titelträgerin war. Seitdem stehen mehrere Frauen bei der UFC unter Vertrag und bestreiten dort auch regelmäßige Kämpfe.

### Expansion nach Deutschland
Seit dem Jahr 2007 finden regelmäßig Shows in Großbritannien statt. Der Spiegel berichtete in der Ausgabe 48/2008, dass die UFC vermutlich Mitte Juni 2009 eine Veranstaltung in Deutschland abhalten wird. So fand UFC 99 am 13. Juni 2009 in der Lanxess Arena in Köln statt.
Außerdem stand die UFC in Verhandlung mit den Fernsehsendern ProSieben und DMAX, wobei Anfang Dezember berichtet wurde, dass ProSieben kein Interesse an der UFC habe. Schließlich sicherte sich das DSF die UFC-Übertragungsrechte in Deutschland.
Am 18. März 2010 wurde vom Fernsehausschuss der Bayerische Landeszentrale für neue Medien (BLM) die Übertragung jedoch verboten. Kritisiert werden von der BLM „Tabubrüche, wie das Einschlagen auf einen am Boden liegenden Gegner“. Die UFC kündigte daraufhin am 25. März 2010 nach einem erfolglosen Gespräch mit der BLM eine Klage gegen das TV-Verbot an.
Trotz des TV-Verbots kündigte die UFC eine Rückkehr nach Deutschland an. UFC 122 fand am 13. November 2010 in der König-Pilsener-Arena in Oberhausen statt. Auf der Pressekonferenz gab Dana White, Präsident der UFC bekannt, dass die UFC sich weiterhin um die Expansion nach Deutschland bemühen wird.
Die letzte Veranstaltung der UFC in Deutschland fand am 3. September 2016 in der damaligen Barclay Card Arena (heute (Stand 2024) Barclays Arena) in Hamburg statt.

## Regeln
Mixed Martial Arts wird in vielen US-Staaten behördlich reguliert. Es werden Lizenzen erteilt und Veranstaltungen müssen angemeldet werden. Ebenso werden unabhängige Drogentests durchgeführt.
Es gibt sogar eine Kleidervorschrift.
Die Regeln wurden im Laufe der Entwicklung des Sports immer wieder geändert und angepasst. Die aktuellen Regeln wurden durch das New Jersey Athletic Control Board als „Unified Rules of Mixed Martial Arts“ aufgestellt und werden von vielen anderen US-Staaten und Veranstaltern akzeptiert.

### Runden
Eine Runde dauert fünf Minuten, die Rundenpause beträgt eine Minute. Grundsätzlich geht ein Kampf über drei Runden, Titelkämpfe über fünf.
UFC-Chef Dana White verkündete, dass sämtliche Hauptkämpfe, die neu unterzeichnet werden, auch über fünf Runden gehen.

### Gewichtsklassen
In der UFC gibt es derzeit neun verschiedene Gewichtsklassen:
- Strawweight (Strohgewicht): bis 115 lb (bis 52,15 kg)
- Flyweight (Fliegengewicht): bis 125 lb (bis 57 kg)
- Bantamweight (Bantamgewicht): 126 bis 135 lb (57 bis 61 kg)
- Featherweight (Federgewicht): 136 bis 145 lb (61 bis 66 kg)
- Lightweight (Leichtgewicht): 145 bis 155 lb (66 bis 70 kg)
- Welterweight (Weltergewicht): 155 bis 170 lb (70 bis 77 kg)
- Middleweight (Mittelgewicht): 170 bis 185 lb (77 bis 84 kg)
- Light Heavyweight (Halbschwergewicht): 185 bis 205 lb (84 bis 93 kg)
- Heavyweight (Schwergewicht): 205 bis 265 lb (93 bis 120 kg)

#### Zurzeit unbelegte Gewichtsklassen
- Super Heavyweight (Super Schwergewicht): über 265 lb (über 120 kg)

### Käfig

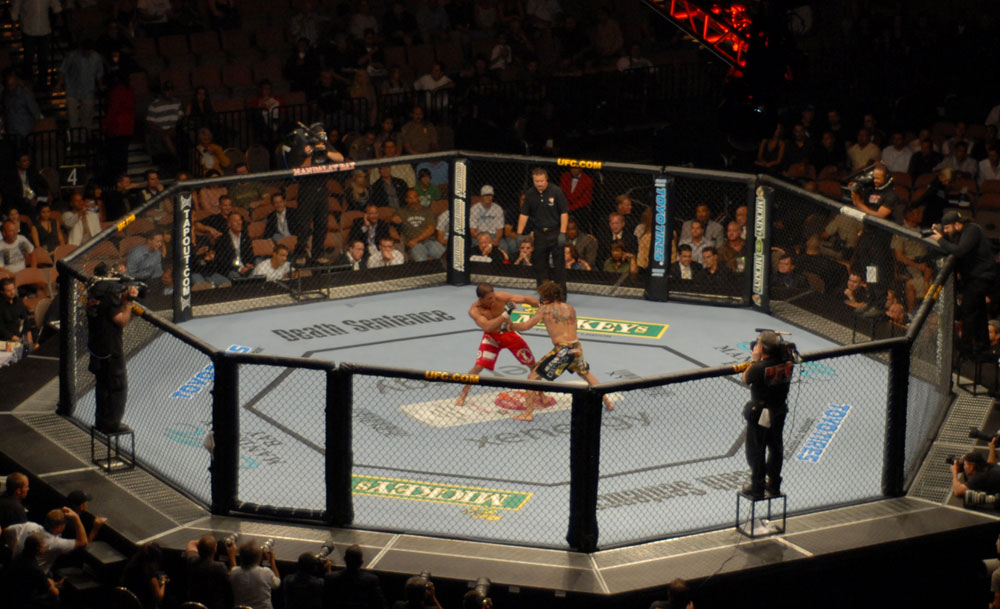
UFC-Oktagon

Der Ring nach UFC-Reglement hat die Form eines Oktagons (Achteck) mit einem Durchmesser von 9,75 m. Anstelle von Ringseilen wird die Kampffläche durch einen Maschendrahtzaun begrenzt. Der Zaun soll die Kämpfer davor schützen, von der Kampffläche zu fallen. Zudem eröffnet er weitere taktische Möglichkeiten, da man sich (im Clinch und Bodenkampf) daran abstützen kann – jedoch dürfen sich die Kämpfer nicht daran festhalten. Ursprünglich soll die Form gewählt worden sein, damit man sich nicht in einer Ecke verstecken kann.
Der Käfig soll auch die Unausweichbarkeit des Kampfes betonen.
Die Ringmatte ist ein harter Untergrund und ist im Vergleich zu einem Wrestlingring nicht dazu gedacht, den Aufprall abzufedern.
Ursprünglich hatte die UFC die alleinigen Rechte, einen Käfig dieser Form zu benutzen. Seit 2001 wurden die Rechte jedoch freigegeben und seitdem benutzen auch viele andere Organisationen diese Form des Ringes.

### Kleidung
Es wird mit dünnen, an den Fingern offenen Handschuhen gekämpft. Sie dienen dazu, die Hände zu schützen und Platzwunden (Cuts) zu vermeiden, sie bieten jedoch kaum Dämpfung. Dies soll der nackten Hand so nah wie möglich kommen. Im Gegensatz zum Boxhandschuh erlauben sie es, zu greifen und alle Arten von Schlägen durchzuführen. Mit den großen, klobigen Boxhandschuhen ändert sich zudem die Deckungsarbeit und die Durchdringung derselben, auch wäre im Bodenkampf und Clinch ein Fixieren der gegnerischen Hände erheblich schwerer.
Hosen sind nur bis zum Knie erlaubt. Sie müssen von der Commission genehmigt werden.
Schuhe, T-Shirts, lange Hosen oder ein Gi sind nicht erlaubt (Oberteile sind nur für Frauen zugelassen). Dies dient dem Schutz der Kämpfer (so könnte man zum Beispiel versuchen, durch Ziehen am T-Shirt den Gegner zu würgen). Vor Einführung der Unified Rules durften Kämpfer sich ihr Outfit selbst auswählen und der mehrfache Turniersieger Royce Gracie hat alle (bis auf UFC 60 – Gracie vs. Hughes) seine UFC-Kämpfe in einem Gi bestritten.
Zum Schutz werden weiterhin ein Mundschutz, sowie ein Tiefschutz getragen.

### Kampfende
Ein Kampf kann auf mehrere Arten gewonnen werden:
- Aufgabe des Gegners:
  - Ein Kämpfer klatscht mehrmals mit der flachen Hand auf die Matte, tippt mehrmals seinen Gegner an oder gibt verbal auf.
- Knockout:
  - Ein Kämpfer wird durch einen (regelgerechten) Schlag oder Tritt ohnmächtig. Ein Knockout gilt dabei erst als eingetreten, wenn dies vom Ringrichter offiziell festgestellt wird. Auch ein – möglicherweise bewusstlos und jedenfalls zu keiner Gegenwehr mehr fähiger – auf dem Boden liegender Gegner darf regelgerecht weiter angegriffen werden, solange der Ringrichter den Kampf nicht für beendet erklärt hat.
- Technischer Knockout:
  - Ein Kämpfer wird durch einen (regelgerechten) Angriff so schwer verletzt, dass er den Kampf nicht mehr fortsetzen kann. Nur der Ringrichter darf einen Kampf vorzeitig abbrechen. Er kann dabei nach eigenem Ermessen Empfehlungen des Ringarztes oder des Kampfrichtergremiums berücksichtigen. Eine Aufgabe durch Trainer oder Betreuer eines Kämpfers („das Handtuch werfen“) ist nicht vorgesehen.
- Kampfrichterentscheidung:
  - Wenn es nach 3 bzw. 5 Runden keinen Sieger gibt, liegt die Entscheidung bei den drei Kampfrichtern. Dabei vergibt jeder Kampfrichter – ähnlich wie beim klassischen Boxen – 10 Punkte an den Gewinner einer Runde und 9 oder weniger an den Verlierer, basierend auf Wirkungstreffern und Niederschlägen und der Überlegenheit im Bodenkampf. Im Unterschied zum Boxen müssen sich die Kampfrichter aber nicht in jeder Runde für einen Gewinner entscheiden – ist ein Kampfrichter der Ansicht, dass es in einer Runde keinen Sieger gab, kann er auch beiden Kämpfern 10 Punkte geben.
- Disqualifikation des Gegners:
  - Wenn ein Kämpfer durch einen vorsätzlichen regelwidrigen Angriff seines Gegners so schwer verletzt wird, dass der den Kampf nicht fortsetzen kann, kann der Ringrichter den Gegner disqualifizieren und den verletzten Kämpfer zum Sieger erklären.

- Forfeit (Nichtantreten des Gegners)

Ein Kampf kann unentschieden enden, wenn ein ungewolltes Foul zu einer so schweren Verletzung führt, dass der Kampf nicht fortgeführt werden kann, oder wenn beide Kämpfer gleichzeitig ein schweres Foul begehen.

### Fouls
Gegenwärtig sind folgende Fouls festgelegt:
| - Kopfstöße - jegliches Angreifen der Augen - Beißen - Haare ziehen - Einhaken der Finger (z. B. in Mundwinkel) - Tiefschläge - Einführung der Finger in Körperöffnungen / Verletzungen - Griffe an kleine Gelenke (z. B. Finger) - Schläge auf Hinterkopf oder Wirbelsäule - Nach unten gerichtete Schläge mit der Spitze des Ellbogens (12-6 Ellbogen) - Schläge auf den Hals, sowie das Abdrücken der Luftröhre - Kratzen, Kneifen oder Verdrehen der Haut - Festhalten des Schlüsselbeines - Tritte auf den Kopf eines am Boden liegenden Gegners - Das Knien auf dem Kopf eines am Boden liegenden Gegners | - Das Drauftreten / Stampfen eines am Boden liegenden Gegners - Fersentritte auf die Niere - Das Werfen des Gegners auf Kopf oder Nacken (siehe Piledriver) - Das Werfen des Gegners aus dem Ring oder dem umzäunten Bereich - Festhalten der Hose oder Handschuhe des Gegners - Anspucken - Unsportliche Vorgehensweise, die eine Verletzung zur Folge hat - Festhalten an den Seilen oder dem Zaun - Beleidigungen innerhalb des Rings / Zauns - Angriffe während der Pause - Angriffe auf Gegner unter der Obhut des Schiedsrichters - Angriffe nach Ertönen der Ringglocke - Nichtbeachtung der Schiedsrichterentscheidungen - Feigheit, z. B. Vermeidung des Kontaktes mit dem Gegner - Fremdes Eingreifen |

Bei einem Foul können die Schiedsrichter nach eigenem Ermessen einen oder mehrere Strafpunkte vergeben. Falls ein Foul einen Kämpfer kampfunfähig macht, kann der Kampf bei einem absichtlichen Regelverstoß mit einer Disqualifikation enden. Bei unabsichtlichen Fouls kann der Kampf aufgehoben und als nichtig erklärt werden. Falls ein Foul dazu führt, dass ein Kämpfer die Runde nicht mehr beenden kann, endet der Kampf mit einem technischen Sieg zugunsten des Verletzten, falls dieser nach Punkten vorne liegt, ansonsten gibt es ein technisches Unentschieden. Weiterhin kann der Ringrichter dem gefoulten Kämpfer eine Regenerationszeit von bis zu fünf Minuten einräumen. In Situationen, in denen keiner der Kämpfer versucht sich eine bessere Position zu erarbeiten oder Treffer zu landen, wird der Kampf im Stand mit Abstand der Kämpfer zueinander zurückgesetzt und weitergeführt. Bei Unterbrechungen durch den Ringrichter, um eine Wunde vom Ringarzt untersuchen zu lassen, wird wieder dieselbe Position wie vor der Unterbrechung eingenommen.

## Titelträger

### Aktuelle Titelträger
Die Titelträger der verschiedenen Gewichtsklassen:
| Gewichtsklasse    | Aktueller Titelträger | Datum Veranstaltung                                | Ort                                               | Verteidigungen |
| ----------------- | --------------------- | -------------------------------------------------- | ------------------------------------------------- | -------------- |
| Fliegengewicht    | Alexandre Pantoja     | 21. Januar 2023 UFC 283: Teixeira vs. Hill         | Anaheim, Kalifornien                              | 4              |
| Bantamgewicht     | Merab Dvalishvili     | 20. August 2024 UFC 306: O’Malley vs. Dvalishvili  | Las Vegas, Nevada                                 | 1              |
| Federgewicht      | Alexander Volkanovski | 12. April 2025 UFC 314: Volkanovski vs. Lopes      | Miami, Florida                                    | 0              |
| Leichtgewicht     | Islam Makhachev       | 22. Oktober 2022 UFC 280: Oliveira vs. Makhachev   | Yas Island/Yas West, Vereinigte Arabische Emirate | 4              |
| Weltergewicht     | Jack Della Maddalena  | 10. Mai 2025 UFC 315: Muhammad vs. Della Maddalena | Montreal, Quebec                                  | 0              |
| Mittelgewicht     | Khamzat Chimaev       | 16. August 2025 UFC 319: Du Plessis vs. Chimaev    | Chicago, Illinois                                 | 0              |
| Halbschwergewicht | Magomed Ankalaev      | 9. März 2025 UFC 313 Pereira vs. Ankalaev          | Paradise, Nevada                                  | 0              |
| Schwergewicht     | Jon Jones             | 4. März 2023 UFC 285: Jones vs. Gane               | Paradise, Nevada                                  | 1              |

| Gewichtsklasse | Aktuelle Titelträgerin | Datum Veranstaltung                                  | Ort                          | Verteidigungen |
| -------------- | ---------------------- | ---------------------------------------------------- | ---------------------------- | -------------- |
| Strohgewicht   | Zhang Weili            | 12. November 2022 UFC 281: Adesanya vs. Pereira      | New York City, New York, USA | 3              |
| Fliegengewicht | Valentina Shevchenko   | 14. September 2024 UFC 306: O'Malley vs. Dvalishvili | Las Vegas, Nevada, USA       | 1              |
| Bantamgewicht  | Juliana Peña           | 5. Oktober 2024 UFC 307: Pereira vs. Rountree Jr.    | Salt Lake City, Utah, USA    | 0              |
| Federgewicht   | Amanda Nunes           | 29. Dezember 2018 UFC 232: Jones vs. Gustafsson 2    | Inglewood, Kalifornien       | 2              |

### Ehemalige Titelträger
| Schwergewicht: - Mark Coleman - Maurice Smith - Randy Couture (3) - Bas Rutten - Kevin Randleman - Josh Barnett - Ricco Rodriguez - Tim Sylvia (2) - Frank Mir (2) - Andrei Arlovski - Antônio Rodrigo Nogueira - Brock Lesnar - Cain Velasquez (2) - Junior dos Santos - Daniel Cormier - Stipe Miocic (2) - Francis Ngannou | Halbschwergewicht: - Frank Shamrock - Tito Ortiz - Randy Couture (2) - Vitor Belfort - Chuck Liddell - Quinton Jackson - Forrest Griffin - Rashad Evans - Lyoto Machida - Mauricio Rua - Daniel Cormier - Jon Jones (2) - Jan Błachowicz - Glover Teixeira - Jiří Procházka | Mittelgewicht: - Dave Menne - Murilo Bustamante - Evan Tanner - Rich Franklin - Anderson Silva - Chris Weidman - Luke Rockhold - Michael Bisping - Georges St-Pierre - Robert Whittaker - Alex Pereira - Israel Adesanya - Sean Strickland Weltergewicht: - Pat Miletich - Carlos Newton - Matt Hughes (2) - B.J. Penn - Georges St-Pierre - Matt Serra - Robbie Lawler - Johny Hendricks - Tyron Woodley - Kamaru Usman - Leon Edwards | Leichtgewicht: - Jens Pulver - Sean Sherk - BJ Penn - Frankie Edgar - Benson Henderson - Anthony Pettis - Rafael Dos Anjos - Eddie Alvarez - Conor McGregor - Khabib Abdulmanapovich Nurmagomedov - Charles Oliveira da Silva Federgewicht: - José Aldo (2) - Conor McGregor - Max Holloway - Alexander Volkanovski | Bantamgewicht: - Dominick Cruz (2) - Renan Barão - Cody Garbrandt - TJ Dillashaw - Henry Cejudo - Petr Yan Fliegengewicht: - Demetrious Johnson - Henry Cejudo - Deiveson Figueiredo - Brandon Moreno Bantamgewicht der Frauen: - Miesha Tate - Holly Holm - Ronda Rousey Strohgewicht der Frauen: - Carla Esparza - Joanna Jędrzejczyk - Jéssica Andrade |

## Hall of Fame
In die UFC Hall of Fame werden in unregelmäßigen Abständen die herausragendsten UFC-Kämpfer aufgenommen.
- Royce Gracie: 21. November 2003 (UFC 45)
- Ken Shamrock: 21. November 2003 (UFC 45)
- Dan Severn: 16. April 2005 (UFC 52)
- Randy Couture: 24. Juni 2006 (TUF 3 Finale)
- Mark Coleman: 1. März 2008 (UFC 82)
- Chuck Liddell: 10. Juli 2009 (UFC FanExpo)
- Charles "Mask" Lewis Jr.: 10. Juli 2009 (UFC FanExpo)
- Matt Hughes: 28. Mai 2010 (UFC FanExpo)
- Tito Ortiz: 7. Juli 2012 (UFC 148)
- Forrest Griffin: 6. Juli 2013 (UFC 162)
- Stephan Bonnar: 6. Juli 2013 (UFC 162)
- Pat Miletich: 6. Juli 2014 (UFC FanExpo)
- Joanna Jędrzejczyk : 9. März 2024 (UFC 299)

## The Ultimate Fighter
The Ultimate Fighter ist eine seit 2005 in 14 Staffeln auf Spike ausgestrahlte Reality-Casting-Show der UFC. In der Show werden 16 professionelle Kämpfer, die ihren Durchbruch noch nicht geschafft haben, in zwei Mannschaften aufgeteilt und kämpfen in einem Turnier um einen UFC-Vertrag. Die beiden Mannschaften werden von zwei Trainern geleitet, welche am Ende der jeweiligen Staffeln gegeneinander kämpfen. Am Ende jeder Folge gibt es einen Kampf, dessen Verlierer ausscheidet. Nach den ersten acht Kämpfen finden Viertelfinale, Halbfinale sowie das Finale statt, in welchen aber nicht mehr garantiert ist, dass Kämpfer aus zwei verschiedenen Teams gegeneinander antreten müssen.
In der Show ist das tägliche Training zu sehen sowie Szenen aus dem gemeinsamen Zusammenleben der Kämpfer.

### Coaches und Gewinner
The Ultimate Fighter US
- Staffel 1: Coaches: Randy Couture, Chuck Liddell; Sieger: Diego Sanchez (Mittelgewicht), Forrest Griffin (Halbschwergewicht)
- Staffel 2: Coaches: Matt Hughes, Rich Franklin; Sieger: Joe Stevenson (Weltergewicht), Rashad Evans (Schwergewicht)
- Staffel 3: Coaches: Tito Ortiz, Ken Shamrock; Sieger: Kendall Grove (Mittelgewicht), Michael Bisping (Halbschwergewicht)
- Staffel 4: Coaches: verschiedene; Sieger: Matt Serra (Weltergewicht), Travis Lutter (Mittelgewicht)
- Staffel 5: Coaches: B.J. Penn, Jens Pulver; Sieger: Nate Diaz (Leichtgewicht)
- Staffel 6: Coaches: Matt Serra, Matt Hughes; Sieger: Mac Danzig (Weltergewicht)
- Staffel 7: Coaches: Quinton Jackson, Forrest Griffin; Sieger: Amir Sadollah (Mittelgewicht)
- Staffel 8: Coaches: Antônio Rodrigo Nogueira, Frank Mir; Sieger: Efrain Escudero (Leichtgewicht), Ryan Bader (Halbschwergewicht)
- Staffel 9: Coaches: Dan Henderson, Michael Bisping; Sieger: James Wilks (Weltergewicht), Ross Pearson (Leichtgewicht)
- Staffel 10: Coaches: Quinton Jackson, Rashad Evans; Sieger: Roy Nelson (Schwergewicht)
- Staffel 11: Coaches: Chuck Liddell, Tito Ortiz; Sieger: Court McGee (Mittelgewicht)
- Staffel 12: Coaches: Georges St. Pierre, Josh Koscheck, Sieger: Jonathan Brookins (Leichtgewicht)
- Staffel 13: Coaches: Brock Lesnar, Junior dos Santos, Sieger: Tony Ferguson (Weltergewicht)
- Staffel 14: Coaches: Michael Bisping, Jason Miller, Sieger: Diego Brandao, (Federgewicht) John Dodson (Bantamgewicht)
- Staffel 15: Coaches: Dominick Cruz, Urijah Faber, Sieger: Michael Chiesa (Leichtgewicht)[37]
- Staffel 16: Coaches: Shane Carwin, Roy Nelson, Sieger: Colton Smith
- Staffel 17: Coaches: Jon Jones, Chael Sonnen, Sieger: Kelvin Gastelum
- Staffel 18: Coaches: Ronda Rousey, Miesha Tate, Sieger: Chris Holdsworth, Julianna Peña[38]

The Ultimate Fighter Brazil
- Staffel 1: Coaches: Vitor Belfort, Wanderlei Silva,[39] Sieger: Cezar Ferreira (Mittelgewicht), Rony Mariano Bezerra (Federgewicht)[40]

## Multimedia

### Musik
- UFC: Ultimate Beat Downs, Vol. 1 (2004)

### Videospiele
- Ultimate Fighting Championship (Dreamcast, PlayStation, Game Boy Color)
- UFC: Tapout (Xbox)
- UFC: Throwdown (PlayStation 2, GameCube)
- UFC: Sudden Impact (PlayStation 2)
- UFC: Tapout 2 (PlayStation 2, GameCube, Xbox)
- UFC: 2009 Undisputed (PlayStation 3, Xbox 360)
- UFC: 2010 Undisputed (PlayStation 3, Xbox 360, PlayStation Portable)
- UFC: Personal Trainer: The Ultimate Fitness System (PlayStation 3, Xbox 360, Nintendo Wii)
- UFC: Undisputed 3 (PlayStation 3, Xbox 360)
- UFC: EA SPORTS UFC (PlayStation 4, Xbox One)
- UFC: EA SPORTS UFC 2 (PlayStation 4, Xbox One)
- UFC: EA SPORTS UFC 3 (PlayStation 4, Xbox One)
- UFC: EA SPORTS UFC 4 (PlayStation 4, Xbox One)
- UFC: EA SPORTS UFC 5 (PlayStation 4, PlayStation 5, Xbox One, Xbox Series S and X)

Seit Januar 2007 hielt der Spielepublisher THQ die Exklusivrechte Spiele von UFC herzustellen, doch auf der Pressekonferenz der E3 Spielemesse wurde angekündigt, dass die Rechte im März 2013 an EA Sports gehen, da THQ die Rechte an Electronic Arts verkauft hat.